# Église du Sacré-Cœur de Monaco
L'église du Sacré-Cœur (monégasque : ge̍ija d’u Santa Chœ), dite  des Moneghetti, est un édifice religieux catholique de la principauté de Monaco. Construite comme église jésuite dans la première moitié du XXe siècle, elle est devenue paroissiale en 1965.

## Histoire

### Une chapelle jésuite à Monaco

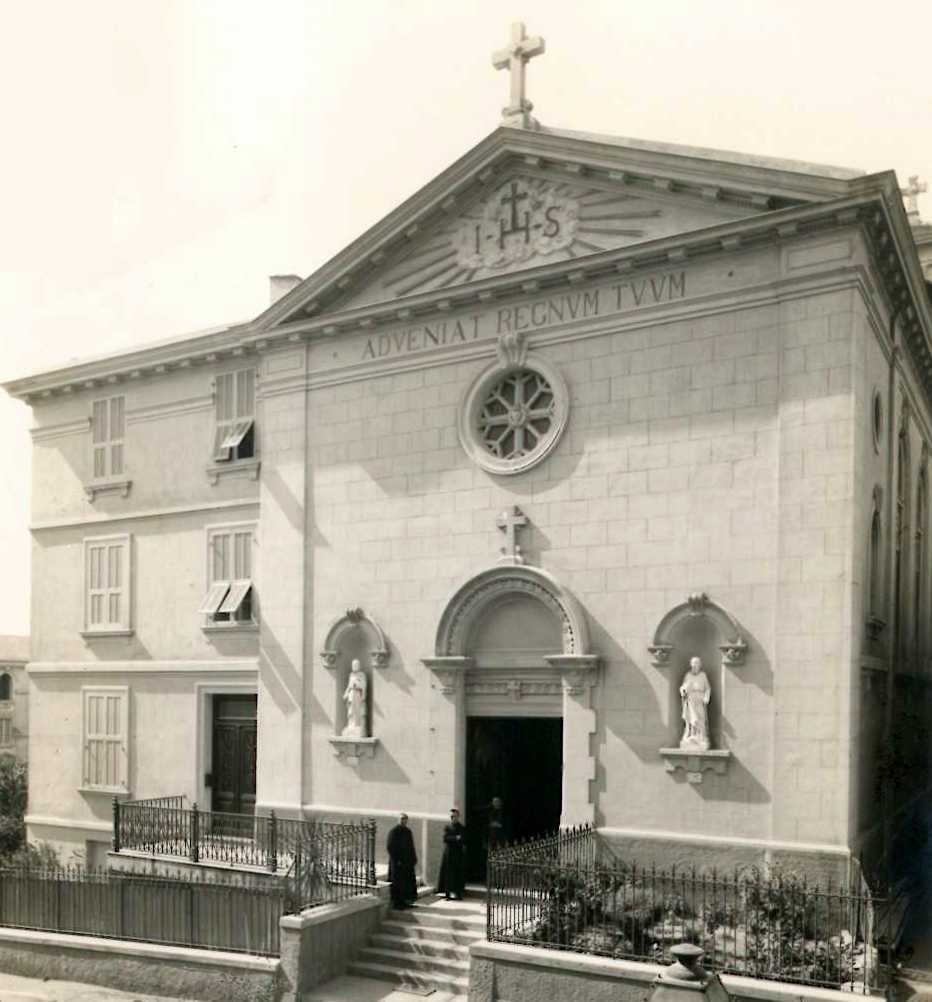
Façade de l'église du Sacré-Cœur de Monaco en 1929.

Alors que les jésuites italiens arrivent au début du XXe siècle à Monaco, la chapelle de la fondation Hector Otto, se révèle rapidement trop petite pour le nombre des fidèles. L’église du Sacré-Cœur est alors édifiée entre 1926 et 1929 pour les activités pastorales et spirituelles des jésuites de la résidence attenante. Le père jésuite Pacifique Arici, qui dirigea la communauté des pères jésuites jusqu'en 1944, est le promoteur du projet. Les travaux sont financés grâce aux dons des fidèles, et notamment d'une contribution du compositeur Louis-Lazare Perruchot. L’entreprise Bulgheroni y travaille sous la direction des architectes Louis Notari et Fulbert Aureglia. La première pierre de la chapelle est posée et bénie le 22 juin 1927 par Mgr Auguste-Maurice Clément, alors évêque de Monaco, en présence de la princesse Charlotte. A l'occasion, l'évêque fait un discours et lit un télégramme  adressé au nom du Pape Pie XI par Son Éminence le Cardinal Gasparri, Secrétaire d'Etat du Saint-Siège. Le 10 février 1928, la nouvelle chapelle dédiée au Sacré-Cœur est ouverte à la piété des fidèles. Mgr Clément bénit l'autel le 16 février 1929.

### Refuge des ouvriers et des juifs pendant la Seconde Guerre mondiale
Alors que les ouvriers italiens sont de plus en plus nombreux dans ce quartier périphérique de Monaco, les jésuites, et notamment le Père Arici, qui sera connu comme l'apôtre de la charité, redoublent d'effort pour permettre à chacun de mener une vie digne. Pendant la Seconde Guerre mondiale, ce dernier sauve la vie à de nombreux juifs, en leur donnant de faux certificats de baptême.

### Une paroisse monégasque
Lorsque, en 1965, l’église est érigée en église paroissiale, les pères jésuites prennent en charge un territoire bien défini, celui de la paroisse Saint-Martin et, à la demande de Mgr Jean Rupp, acceptent d’assurer les services pastoraux de la Mission des italiens de la principauté. En 1995, les jésuites italiens quittent la paroisse (qu’ils remettent au diocèse) et ferment leur résidence dans la Principauté de Monaco.

### L'église restaurée

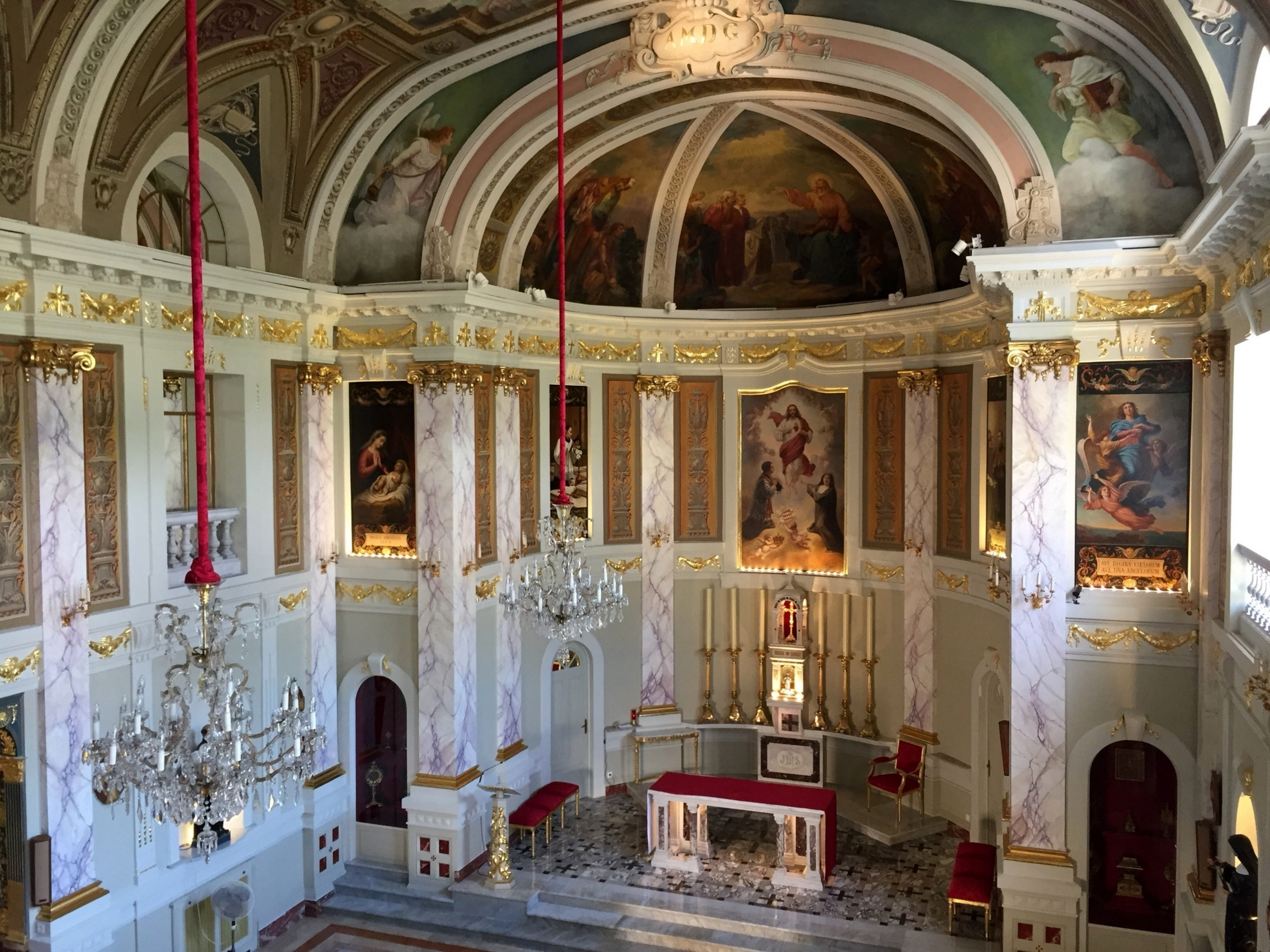
Nef de l'église.

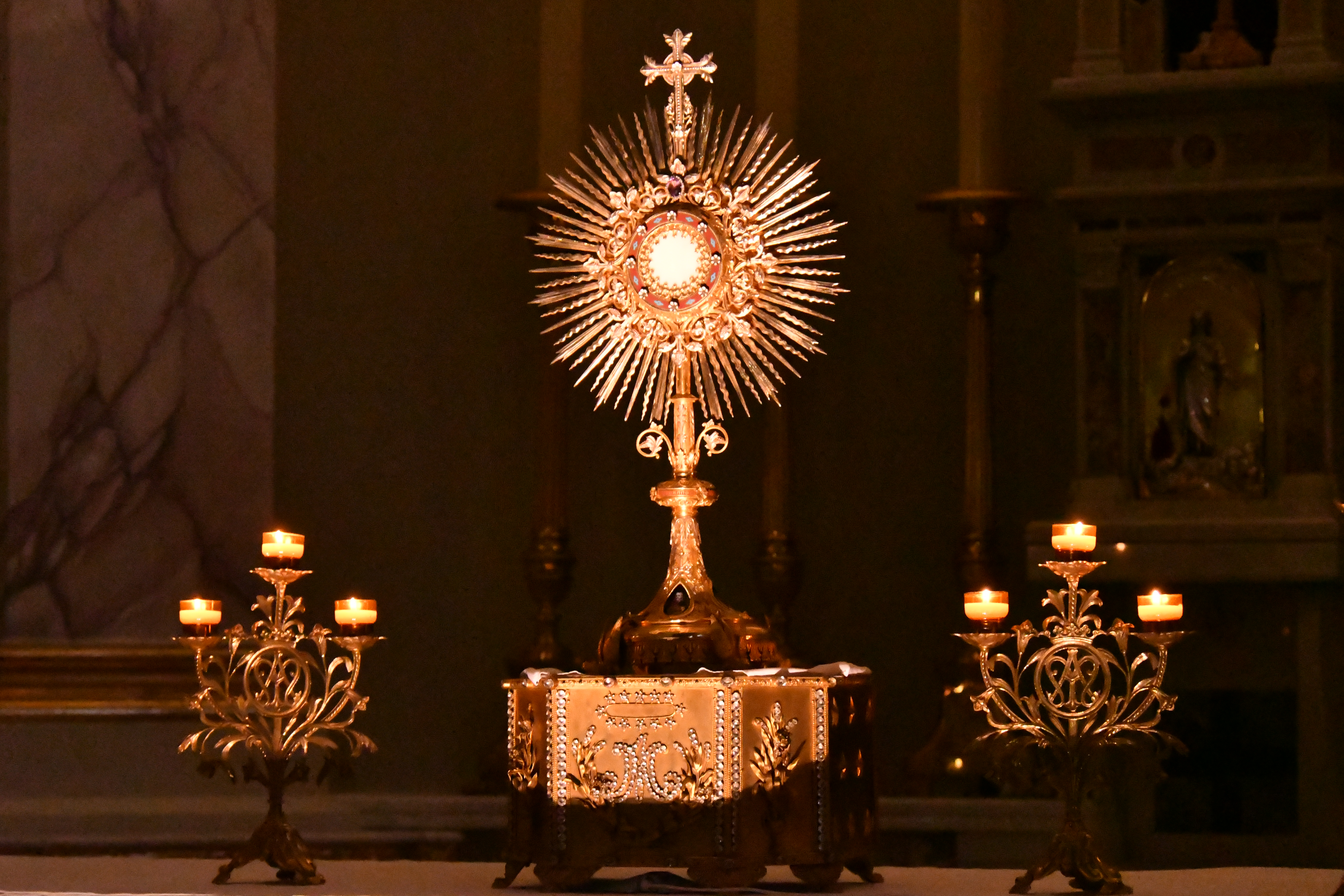
Adoration du Saint Sacrement.

Au début de l'année 2013, des travaux "dantesques" de rénovation sont entrepris : les peintures, les dorures, les fresques et même l'orgue sont restaurés. Le système électrique est remis aux normes. Ces travaux sont rendus possibles grâce aux crédits débloqués par le Gouvernement Princier.
Aujourd'hui, l'église fait partie de la paroisse Sacré-Cœur Saint-Martin. L'adoration eucharistique et la prière du chapelet y sont proposés quotidiennement.

## Architecture
L'église est construite autour d'une nef unique de 20 mètres par 10 mètres.
Elle est flanquée de deux chapelles latérales. Celle de gauche est dédiée à Notre Dame du Rosaire; une toile de 1936 peinte par Silvia Guibert représente Marie remettant le Rosaire à Saint Dominique, et l'Enfant Jésus donnant la couronne d’épines à Sainte Catherine de Sienne. Celle de droite est dédiée aux missions: encadrée des saints protecteurs des missions, Saint Joseph et Saint François Xavier, une toile de 1929 de Giulio Pastini représente la Pietà.
Les peintures de la voûte couvrent une surface de près de 500 m2. Restaurées en 2013 par Pauline Lascourrèges, elles ont été peintes par le peintre italien Franzoni en 1930. Les quatre tableaux représentant l'« Ecce homo » de Pilate présentant à la foule Jésus battu et couronné d’épines, la parole de Jésus « Laissez venir à moi  les petits enfants », la multiplication des pains, et la pècheresse pardonnée. Ce dernier, peint à l'envers, rappelle au fidèle sortant de l’église à l’issue de la messe que, comme Marie Madeleine, il a été lui aussi bénéficiaire de la Miséricorde de Dieu. Le triptyque de l’abside qui date aussi de 1939 est du peintre italien Albertelli et représente le Sermon sur la montagne.
En reconnaissance pour son œuvre, le Père Pacifico Arici est enterré dans l'allée centrale de l'église. Sur sa tombe est gravé apôtre de la charité.

## Orgues

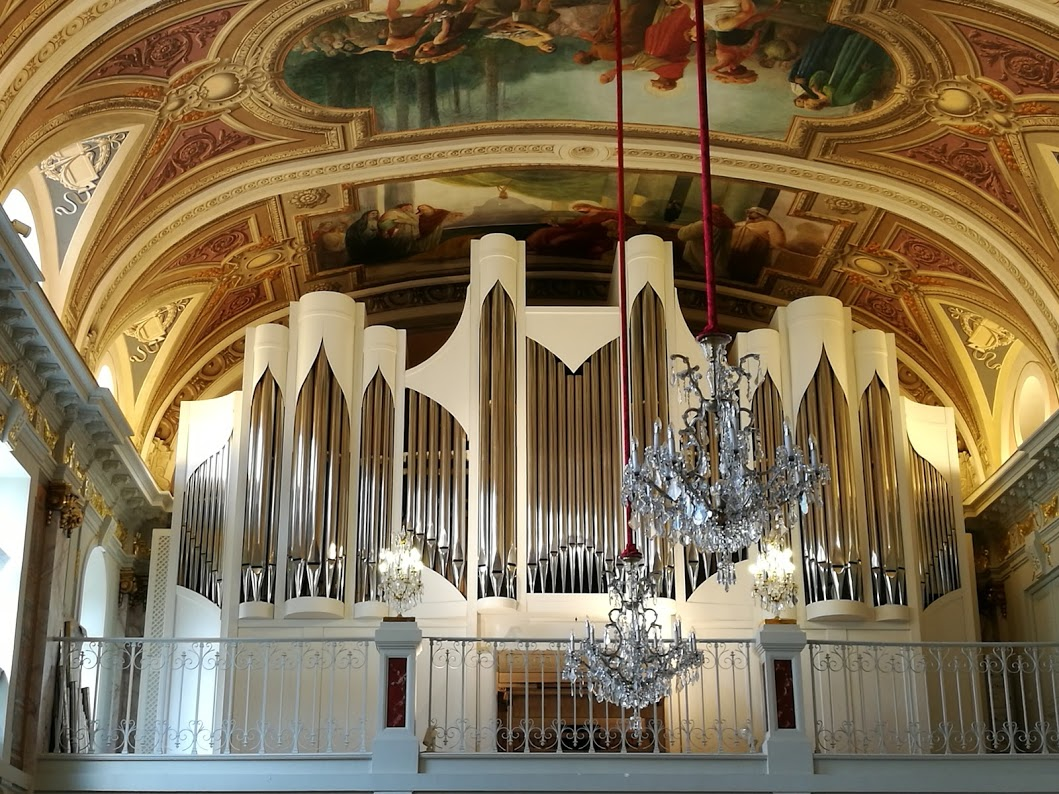
Le nouvel orgue, installé en 2016, est de la manufacture Brondino Vegezzi-Bossi de Centallo.

Le nouvel orgue, installé en 2016, est de la  manufacture Brondino Vegezzi-Bossi de Centallo (Coni). Il est solennellement béni par l'archevêque de Monaco, Mgr Bernard Barsi. Avec 3 claviers et 30 jeux, son esthétique est romantico-symphonique, mais il permet de jouer également de la musique classique ou contemporaine, grâce à l'étendue des claviers. Le titulaire actuel est l'organiste basque Jean-Christophe Aurnague.

## Liens